# False
False je drugi studijski album nizozemskog death metal-sastava Gorefest. Diskografska kuća Nuclear Blast Records objavila ga je 15. listopada 1992. Prvi je album skupine na kojem su se pojavili bubnjar Ed Warby i gitarist Boudewijn Bonebakker.

## Pozadina
Nakon debitanskog albuma Mindloss sastav su napustili Alex van Schaik i Mark Hoogendoorn. Zamijenili su ih Boudewijn Bonebakker i Ed Warby. Prije snimanja drugog albuma, sastav se preselio iz kuće Foundation 2000 do Nuclear Blast Records. Zbog kontrakta s novom kućom, sastav dobio bolju promociju u Americi i Europi.
Album je snimljen od kraja lipnja do kraja srpnja 1992. u studiju Ron Konings' u Vrouwenpolderu. Producirao ga je Colin Richardson koji je također producirao album Mindloss. Album je objavljen 15. listopada iste godine. Za pjesmu "Get-a-Life" snimljen je i spot.
Glazba na albumu je raznovrsnija. Sadrži više melodičnih sola Boudewijna Bonebakkera, sporije prijelaze i uvode te čišći zvuk. Tekstovi na albumu govore o religiji, socjalnim problemima i licemjerju. Svi tekstovi napisao je Jan-Chris de Koeijer, a glazbe Gorefest.
Nakon objavljena albuma, Gorefest započeo je turneju sa sastavima Deicide i Atrocity. Prije jednog koncertu u Stockholmu, tijekom nastupa, eksplodirala je bomba. Bomba je eksplodirala daleko od publike i nitko nije ozlijeđen. Godine 1993. sastav je započeo američku turneju sa skupinom Death, koja je promovirala svoj album Individual Thought Patterns.

## Popis pjesama
Tekstovi: Jan-Chris de Koeijer, glazba: Gorefest.
| 1.    | »The Glorious Dead«          | 4:36 |
| 2.    | »State of Mind«              | 5:37 |
| 3.    | »Reality – When You Die«     | 6:33 |
| 4.    | »Get-a-Life«                 | 4:27 |
| 5.    | »False«                      | 4:37 |
| 6.    | »Second Face«                | 5:18 |
| 7.    | »Infamous Existence«         | 5:41 |
| 8.    | »From Ignorance to Oblivion« | 5:00 |
| 9.    | »The Mass Insanity«          | 4:18 |
| 46:07 |                              |      |

| Bonus pjesme na Digipack izdanju | Bonus pjesme na Digipack izdanju                | Bonus pjesme na Digipack izdanju | Bonus pjesme na Digipack izdanju | Bonus pjesme na Digipack izdanju | Bonus pjesme na Digipack izdanju | Bonus pjesme na Digipack izdanju | Bonus pjesme na Digipack izdanju | Bonus pjesme na Digipack izdanju | Bonus pjesme na Digipack izdanju |
| Br.                              | Skladba                                         | Trajanje                         |                                  |                                  |                                  |                                  |                                  |                                  |                                  |
| -------------------------------- | ----------------------------------------------- | -------------------------------- | -------------------------------- | -------------------------------- | -------------------------------- | -------------------------------- | -------------------------------- | -------------------------------- | -------------------------------- |
| 10.                              | »Tired Moon«                                    | 4:25                             |                                  |                                  |                                  |                                  |                                  |                                  |                                  |
| 11.                              | »Reality – When You Die / Forty Shades« (uživo) | 4:53                             |                                  |                                  |                                  |                                  |                                  |                                  |                                  |
| 12.                              | »Demon Seed« (uživo)                            | 3:37                             |                                  |                                  |                                  |                                  |                                  |                                  |                                  |
| 13.                              | »Erase« (uživo)                                 | 4:59                             |                                  |                                  |                                  |                                  |                                  |                                  |                                  |
| 14.                              | »Goddess in Black« (uživo)                      | 5:40                             |                                  |                                  |                                  |                                  |                                  |                                  |                                  |
| 69:41                            |                                                 |                                  |                                  |                                  |                                  |                                  |                                  |                                  |                                  |

## Recenzije
Album je uglavnom dobio pozitivne kritike. Njemački časopis Rock Hard dao je albumu ocenu 9,5 od 10. Frank Albrecht je u svojoj recenziji posebno istaknuo melodičnost albuma i uspješnu izmjenu brzih i razvučenih dijelova. Mnogi kritičari također su cijenili vještine bubnjara Eda Warbyja, iako je on sam izrazio negativna mišljenja o zvuka bubnjeva.

## Osoblje
| Gorefest - Ed Warby – bubnjevi - Jan-Chris de Koeijer – bas-gitara, vokal - Boudewijn Bonebakker – gitara - Frank Harthoorn – gitara | Ostalo osoblje - Mid – naslovnica albuma - Markus Staiger – izvršna produkcija - Repro Desaster – grafički dizajn (realizacija naslovnici) - Colin Richardson – inženjer zvuka, produkcija, snimanje - Pete Coleman – inženjer zvuka, miks - Hannah Bear – fotografije - Tom Homans – fotografije |